# Bogusław Linda
Bogusław Linda (Toruń, 27 juni 1952) is een Pools filmacteur. Hij wordt beschouwd als een van de populairste Poolse filmacteurs en heeft een ster op de walk of fame in zijn geboorteplaats. Daarnaast is hij geridderd in de Orde Polonia Restituta.
Linda genoot een acteeropleiding aan de AST in Krakau. Ook is hij oprichter van de Warszawska Szkoła Filmowa (Warschau Filmschool).

## Filmografie

### Films
- 1973 – Czarne chmury
- 1976 – Dagny
- 1977 – Pasja
- 1977 – Wodzirej
- 1979 – Janek
- 1979 – Wściekły
- 1980 – Gorączka
- 1981 – Człowiek z żelaza
- 1981 – Dreszcze
- 1981 – Kobieta samotna
- 1981 – Przypadek
- 1981 – Wierne blizny
- 1981 – Wolny strzelec
- 1982 – Danton
- 1982 – Elveszett illúziók
- 1982 – Matka królów
- 1983 – Eszkimó asszony fázik
- 1983 – Synteza
- 1984 – Ceremonia pogrzebowa
- 1984 – Megfelelö ember kényes feladatra
- 1984 – Szirmok, virágok, koszorúk
- 1985 – Rośliny trujące
- 1985 – Tanie pieniądze
- 1986 – Inna wyspa
- 1986 – Magnat
- 1986 – Maskarada
- 1986 – W zawieszeniu
- 1987 – Cienie
- 1987 – Kocham kino
- 1987 – Zabij mnie glino
- 1988 – Chichot pana Boga
- 1988 – Crimen
- 1988 – Dekalog 7
- 1988 – Koniec
- 1988 – En verden til forskel
- 1989 – Ostatni dzwonek
- 1989 – Porno
- 1989 – Sztuka kochania
- 1990 – Kaj's fødselsdag
- 1990 – Kanalia
- 1990 – Potyautasok
- 1990 – Seszele
- 1991 – In flagranti
- 1991 – Kroll
- 1992 – Pamiętnik znaleziony w garbie
- 1992 – Psy
- 1992 – Sauna
- 1992 – Wszystko, co najważniejsze...
- 1993 – Magneto
- 1993 – Jańcio Wodnik
- 1993 – Obcy musi fruwać
- 1993 – Pora na czarownice
- 1994 – Miasto prywatne
- 1994 – Psy 2. Ostatnia krew
- 1995 – Prowokator
- 1995 – Tato
- 1996 – Słodko gorzki
- 1996 – Szamanka
- 1997 – Pułapka
- 1997 – Sara
- 1997 – Szczęśliwego Nowego Jorku
- 1998 – Billboard
- 1998 – Demony wojny wg Goi
- 1998 – Zabić sekala
- 1998 – Złoto dezerterów
- 1999 – Operacja Samum
- 1999 – Pan Tadeusz
- 2000 – Sezon na leszcza
- 2001 – Quo Vadis
- 2001 – Reich
- 2001 – Stacja
- 2002 – Haker
- 2002 – Segment '76
- 2004 – Dziki
- 2005 – Czas surferów
- 2005 – Dziki 2. Pojedynek
- 2006 – Jasminum
- 2006 – Jasne błękitne okna
- 2006 – Summer Love
- 2009 – Randka w ciemno
- 2011 - 1920 Bitwa Warszawska
- 2016 - Powidoki

### Televisieseries
- 1980 – Punkt widzenia
- 1986 – Biała wizytówka
- 1998 – 13 posterunek
- 2002 – Quo Vadis
- 2003 – Tak czy nie?
- 2004 – Fala zbrodni
- 2007-2008 – I kto tu rządzi?
- 2007 – Prawo miasta
- 2010 – Ratownicy

- Bibsys: 99026516
- Biblioteca Nacional de España: XX1612121
- Bibliothèque nationale de France: cb140384905 (data)
- Gemeinsame Normdatei: 121310752
- International Standard Name Identifier: 0000 0001 1871 7526
- Library of Congress Control Number: no98035973
- MusicBrainz: 397ed77c-e2e0-4296-8568-e701f2cda83f
- Nationale Bibliotheek van Tsjechië: pna2006322509
- Nationale bibliotheek van Australië: 41009077
- Nationale Bibliotheek van Israël: 987007414039605171
- Nationale Bibliotheek van Polen: a0000001180557
- Nederlandse Thesaurus van Auteursnamen: 203871812
- Système universitaire de documentation: 076469611
- Trove: 1450886
- Virtual International Authority File: 87348994
- WorldCat: E39PBJcKGqb9hhBBgvW8WkgFrq